# RFX Interactive
RFX Interactive est un studio de développement de jeux vidéo français fondé en 1998 et disparu en 2003.

## Historique
La société a été placée en liquidation judiciaire le 15 janvier 2003.

## Ludographie
- 1998 : Men in Black: The Series (Game Boy Color)
- 2000 : Tonic Trouble (Game Boy Color)
- 2000 : Inspecteur Gadget : Opération Madkactus (Game Boy Color)
- 2000 : Toonsylvania (Game Boy Color)
- 2001 : Merlin (Game Boy Color)
- 2001 : Dinosaur'us (Game Boy Color)
- 2001 : Fourmiz Racing (Game Boy Color)
- 2001 : Lady Sia (Game Boy Advance)
- 2002 : Dinotopia: The Timestone Pirates (Game Boy Advance)
- 2002 : Turok Evolution (Game Boy Advance)
- Annulés : Sword of Sia: Lady Sia 2, Lady Sia 3D, Dinotopia 2